# Gonatodes alexandermendesi
Espèce
Statut de conservation UICN

 LC  : Préoccupation mineure
Gonatodes alexandermendesi est une espèce de geckos de la famille des Sphaerodactylidae.

## Répartition
Cette espèce est présente dans l'est du Venezuela et en Guyana. On la trouve entre 120 et 900 m d'altitude. Elle vit dans la forêt tropicale humide de basse altitude.

## Description
Ce squamate est insectivore et consomme la plupart des insectes et arthropodes de taille adaptée.

## Étymologie
Cette espèce est nommée en l'honneur d'Alexander Mendes.

## Publication originale
- Cole & Kok, 2006 : New Species of Gekkonid Lizard (Sphaerodactylinae: Gonatodes) from Guyana, South America. American Museum Novitates, n. 3524, p. 1-16 (texte original).